# Miguel de Castro (teólogo)
D. Miguel de Castro (Évora, 1536 - Lisboa, 1 de julio de 1625) fue un noble, teólogo y sacerdote portugués. Fue Obispo de Viseu entre 1579 y 1586, y Virrey de Portugal entre 1615 y 1619. 

## Biografía
Empezó estudios en la Universidad de Coímbra, donde alcanzó el doctorado en 1556. Poco tiempo después de doctorarse obtiene el priorazgo de la iglesia de San Cristóbal de Lisboa. En 1566 se convierte en inquisidor del Santo Oficio de Lisboa y en 1577 se convierte en miembro del Consejo General de Inquisición. 
Protegido por Enrique I, el Cardenal-rey de Portugal, es nombrado prelado de Viseu el 15 de septiembre de 1579. Durante la crisis sucesoria portuguesa de 1580 y la guerra de sucesión portuguesa, al igual que su familia, e influenciado por Cristóbal de Moura, apoya al rey Felipe II de España como rey de Portugal. Así, asistió como delegado a las Cortes de Tomar que proclamaron como monarca de los portugueses a Felipe II. 
Gracias a este apoyo, durante la Dinastía Filipina, ocupó importantes cargos: Fue miembro del consejo privado que asesoró al archiduque Alberto de Austria durante sus funciones en el gobierno y en 1585 fue elevado a Arzobispo de Lisboa. Como Arzobispo de Lisboa dirigió en 1588 la reimpresión y publicación de Constituições do Arcebispado de Lisboa "tanto lo antiguo como lo extravagante", se instituyeron 6 capellanías de la catedral en 1601 y en 1609 fundó la Cofradía de San Luis. 
El 5 de julio de 1593, fue elegido como uno de los miembros de la Junta de Gobierno del Reino, junta que presidió hasta enero de 1600. Para este cargo juramentó el 15 de agosto de 1593 en Lisboa. Adicionalmente, ocupó de manera delegada el cargo de capellán mayor de la Casa Real Portuguesa, durante las ausencias de Jorge de Ataíde. 
En 1611 Bartolomeu da Costa le dedicó una biografía, según António Carvalho da Parada.
En 1615 el Rey Felipe III lo nombró Virrey de Portugal interinamente. Pese a sus iniciales reparos, asumió el cargo el 11 de julio de 1615 en reemplazo de Aleixo de Meneses, y hasta la toma de posesión de Diego de Silva y Mendoza. Ocupó el cargo por casi dos años, hasta el 16 de marzo de 1617, con un balance positivo de su gestión. Falleció en 1625 en la Catedral de Lisboa, donde reposan sus restos.

## Familia
Descendiente de una importante familia de Évora, era hijo de Diego de Castro, Alcalde Mayor de Alegrete, y de Felipa de Ataíde. Sus hermanos fueron Fernando de Castro, I conde de Basto, Álvaro de Castro, caballero de la Casa Real portuguesa y Diego de Castro, también caballero de esa casa. Su sobrino fue el también virrey de Portugal Diego de Castro. 